# Vandrøllike (art)
Vandrøllike (Hottonia palustris), eller almindelig vandrøllike, er en vandplante i kodriverfamilien.

## Udbredelse
Den findes i Europa og det vestlige Asien.
I Danmark er den temmelig almindelig i de fleste egne i damme, grøfter og tørvegrave.

## Beskrivelse
Vandrøllike er en flerårig urt som lever i vand. Den har rødder ned i vandbunden, og også frit flydende rødder. Bladene er kamformede og helt under vand. Der er forholdsvis store hvidlige til lysrosa blomster som sidder i klaser over vandoverfladen.
Den har heterostyli.

## Billeder
- Blomsterklase over vandoverfladen
- Blade under vandet